# Nancy Drew: Secret of the Scarlet Hand
Secret of the Scarlet Hand es la sexta entrega de la serie de juegos de aventuras point-and-click de Nancy Drew de Her Interactive. El juego está disponible para jugar en plataformas Microsoft Windows. Tiene una clasificación ESRB de E por momentos de violencia leve y peligro. Los jugadores asumen la perspectiva en primera persona de la detective aficionada ficticia Nancy Drew y deben resolver el misterio interrogando a los sospechosos, resolviendo acertijos y descubriendo pistas. Hay dos niveles de juego, incluido un modo de detective junior y uno senior. Cada modo ofrece un nivel diferente de dificultad de puzles y pistas, pero ninguno de estos cambios afectará a la trama real del juego. El juego está basado vagamente en un libro del mismo nombre, publicado en 1995.

## Trama
Nancy Drew consigue una pasantía en el Museo Beech Hill en Washington D. C., que está dedicado a la cultura maya y pronto exhibirá al público un monolito recién descubierto. Sin embargo, poco antes de que se inaugure la exposición, una de las piezas más preciadas del museo es robada y el ladrón deja una misteriosa huella de mano roja. Nancy debe encontrar la talla de jade robada de Pacal y salvar a Beech Hill de la ruina financiera.

## Desarrollo

### Personajes
- Nancy Drew - Nancy es una detective aficionada de 18 años de la ciudad ficticia de River Heights en Estados Unidos. Ella es el único personaje jugable en el juego, lo que significa que el jugador debe resolver el misterio desde su perspectiva.
- Joanna Riggs - Joanna es la curadora del Museo Beech Hill. Su afán por obtener artefactos mayas raros la ha metido en problemas financieros con la Junta Directiva de Beech Hill anteriormente. Ella sabe algunas frases en latín y normalmente es muy profesional. Ella no se lleva bien con el Consulado Mexicano debido a artefactos que el museo ha adquirido bajo circunstancias turbias.
- Henrik van der Hune - Henrik trabaja en el Museo Beech Hill. Fue contratado por Joanna del Centro Cultural Cañón del Chaco, donde trabajaba anteriormente. Henrik, experto en traducción de glifos, trabaja en el laboratorio del museo estudiando artefactos invaluables.
- Taylor Sinclair - Taylor es un comerciante de arte con una oficina en Washington D. C. Cree que algo turbio está sucediendo en Beech Hill y teme por el futuro del museo. También le preocupan los robos a Prudence Rutherford y a un museo en Nuevo México.
- Alejandro del Río - Alejandro es embajador en el Consulado de México en Washington D. C., y sabe varios idiomas incluyendo español, inglés y náhuatl. Alejandro cree apasionadamente que todos los artefactos deben ser devueltos al país en el que fueron encontrados, especialmente cuando se trata de su país de origen, México. Él cree que a México le han «robado» uno de sus mayores tesoros: la talla de Pacal.

### Elenco
- Nancy Drew - Lani Minella
- Joanna Riggs - Laurie Jerger
- Taylor Sinclair - Jake Perrine
- Henrik van der Hune - David S. Hogan
- Alejandro del Río - Gary Hoffman
- Bess Marvin - Alisa Murray
- George Fayne - Maureen Nelson
- Frank Hardy - Joshua Silwa
- Joe Hardy - Rob Jones
- Franklin Rose / Silvio Jr. - Wayne Rawley
- Gordon Bluefoot / Mack / Dr. Bob Bobson - Scott Plusquellec
- Prudence Rutherford - Simone Choule
- Henry Albert Daddle - Scott Carty
- Sheila Schultz - Amy Broomhall[7]

## Recepción
Según PC Data, Secret of the Scarlet Hand vendió 50.195 copias minoristas en Norteamérica durante 2003. En Estados Unidos, la versión para computadora de Secret of the Scarlet Hand vendió entre 100.000 y 300.000 unidades en agosto de 2006. Las ventas combinadas de la serie de juegos de aventuras Nancy Drew alcanzaron las 500.000 copias en América del Norte a principios de 2003, y las entregas para computadora alcanzaron 2,1 millones de ventas solo en los Estados Unidos en agosto de 2006. Al comentar este éxito, Edge calificó a Nancy Drew como una «franquicia poderosa».
John Moran, del Lawrence Journal-World, describió el juego, junto con Nancy Drew: Ghost Dogs of Moon Lake, como «bien diseñado, atrapante y divertido», y agregó que «la animación es bastante sorprendente [y] las expresiones faciales, los gestos faciales e incluso las voces son realistas». Sin embargo, recibió una crítica negativa de Charles Herold de The New York Times. Escribió: «Después de tres juegos de primer nivel, HerInteractive ha tropezado, produciendo un juego que se centra más en las trivialidades que en los rompecabezas».